# Elecciones presidenciales de Estados Unidos de 2024 en Arkansas
Las elecciones presidenciales de Estados Unidos de 2024 en Arkansas se llevaron a cabo el 5 de noviembre de 2024, como parte de las elecciones presidenciales de Estados Unidos de 2024. Los votantes de Arkansas eligieron a los seis electores que los representarían en el Colegio Electoral mediante votación popular.
Arkansas es un estado sureño escasamente poblado arraigado en el Cinturón Bíblico. El último candidato presidencial demócrata que estuvo a un solo dígito de ganar Arkansas, o incluso ganar más del 40% del voto estatal, fue John Kerry en 2004. El giro hacia la derecha del estado continuó bajo Barack Obama, lo que llevó a Arkansas a convertirse en un bastión republicano a nivel presidencial en 2008.
La popularidad del Partido Republicano en Arkansas se ha vuelto tan pronunciada que el estado se volvió radicalmente en contra de la ex primera dama de Arkansas Hillary Clinton en 2016, favoreciendo al republicano Donald Trump por un 26,9%. Trump volvió a ganar fácilmente el estado por un 27,6% en 2020. Los republicanos han ocupado todos los cargos electos a nivel estatal en el estado desde 2015. Se esperaba que Arkansas fuese ganado fácilmente por Trump en 2024.

## Resultados

### Generales
| Partido                             | Partido               | Candidato                        | Votos     | %     |
| ----------------------------------- | --------------------- | -------------------------------- | --------- | ----- |
|                                     | Republicano           | Donald Trump                     | 759,241   | 64.20 |
|                                     | Demócrata             | Kamala Harris                    | 396,904   | 33.56 |
|                                     | Independiente         | Robert F. Kennedy Jr. (retirado) | 13,255    | 1.12  |
|                                     | Libertario            | Chase Oliver                     | 5,715     | 0.48  |
|                                     | Verde                 | Jill Stein                       | 4,275     | 0.36  |
|                                     | Solidaridad Americana | Peter Sonski                     | 2,141     | 0.18  |
|                                     | Prohibición           | Michael Wood                     | 1,144     | 0.10  |
| Escritos                            |                       |                                  |           |       |
|                                     |                       |                                  |           |       |
| Total                               | Total                 | Total                            | 1,182,676 | 100   |
| Participación                       | Participación         | Participación                    | 1,190,172 | 65.10 |
| Registrados                         | Registrados           | Registrados                      | 1,828,129 |       |
|                                     |                       |                                  |           |       |
| Fuente: Arkansas Secretary of State |                       |                                  |           |       |

### Por condado
|               | Trump Republicano | Trump Republicano | Harris Demócrata | Harris Demócrata | Total       | Margen | Margen |
| Condado       | Votos             | %                 | Votos            | %                | Total       | Votos  | %      |
| ------------- | ----------------- | ----------------- | ---------------- | ---------------- | ----------- | ------ | ------ |
| Arkansas      | 3,951             | 71.23             | 1,503            | 27.10            | 5,547       | 2,448  | 44.13  |
| Ashley        | 5,145             | 73.19             | 1,774            | 25.23            | 7,030       | 3,371  | 47.96  |
| Baxter        | 16,253            | 77.57             | 4,341            | 20.72            | 20,954      | 11,912 | 56.85  |
| Benton        | 79,907            | 62.14             | 45,231           | 35.17            | 128,595     | 34,676 | 26.97  |
| Boone         | 13,968            | 81.63             | 2,854            | 16.68            | 17,112      | 11,114 | 64.95  |
| Bradley       | 2,213             | 68.96             | 961              | 29.95            | 3,209       | 1,252  | 39.01  |
| Calhoun       | 1,674             | 80.02             | 379              | 18.12            | 2,092       | 1,295  | 61.90  |
| Carroll       | 7,470             | 64.74             | 3,812            | 33.04            | 11,538      | 3,658  | 31.70  |
| Chicot        | 1,658             | 47.51             | 1,796            | 51.46            | 3,490       | -138   | -3.95  |
| Clark         | 4,526             | 59.11             | 2,959            | 38.64            | 7,657       | 1,567  | 20.47  |
| Clay          | 3,968             | 79.89             | 907              | 18.26            | 4,967       | 3,061  | 61.63  |
| Cleburne      | 10,595            | 83.17             | 1,941            | 15.24            | 12,739      | 8,654  | 67.93  |
| Cleveland     | 2,804             | 83.11             | 524              | 15.53            | 3,374       | 2,280  | 67.58  |
| Columbia      | 5,367             | 67.59             | 2,466            | 31.06            | 7,940       | 2,901  | 36.53  |
| Conway        | 5,893             | 69.00             | 2,449            | 28.67            | 8,541       | 3,444  | 40.33  |
| Craighead     | 25,152            | 67.54             | 11,210           | 30.10            | 37,242      | 13,942 | 37.44  |
| Crawford      | 18,615            | 78.10             | 4,753            | 19.94            | 23,834      | 13,862 | 58.16  |
| Crittenden    | 7,028             | 47.87             | 7,362            | 50.15            | 14,681      | -334   | -2.28  |
| Cross         | 4,753             | 72.74             | 1,642            | 25.13            | 6,534       | 3,111  | 47.61  |
| Dallas        | 1,482             | 63.77             | 798              | 34.34            | 2,324       | 684    | 29.43  |
| Desha         | 1,805             | 51.50             | 1,638            | 46.73            | 3,505       | 167    | 4.77   |
| Drew          | 4,203             | 66.03             | 2,050            | 32.21            | 6,365       | 2,153  | 33.82  |
| Faulkner      | 35,357            | 64.92             | 17,752           | 32.59            | 54,465      | 17,605 | 32.33  |
| Franklin      | 5,582             | 80.07             | 1,232            | 17.67            | 6,971       | 4,350  | 62.40  |
| Fulton        | 4,040             | 80.11             | 906              | 17.97            | 5,043       | 3,134  | 62.14  |
| Garland       | 28,359            | 67.00             | 13,015           | 30.75            | 42,327      | 15,344 | 36.25  |
| Grant         | 6,755             | 83.62             | 1,192            | 14.76            | 8,078       | 5,563  | 68.86  |
| Greene        | 12,617            | 79.75             | 2,935            | 18.55            | 15,820      | 9,682  | 61.20  |
| Hempstead     | 4,193             | 68.86             | 1,776            | 29.17            | 6,089       | 2,417  | 39.69  |
| Hot Spring    | 9,226             | 75.11             | 2,818            | 22.94            | 12,283      | 6,408  | 52.17  |
| Howard        | 3,246             | 72.57             | 1,158            | 25.89            | 4,473       | 2,088  | 46.68  |
| Independence  | 11,023            | 78.67             | 2,689            | 19.19            | 14,011      | 8,334  | 59.48  |
| Izard         | 4,854             | 81.92             | 949              | 16.02            | 5,925       | 3,905  | 65.90  |
| Jackson       |                   |                   |                  |                  | En curso... |        |        |
| Jefferson     |                   |                   |                  |                  | En curso... |        |        |
| Johnson       |                   |                   |                  |                  | En curso... |        |        |
| Lafayette     |                   |                   |                  |                  | En curso... |        |        |
| Lawrence      | 4,608             | 80.96             | 965              | 16.95            | 5,692       | 3,643  | 64.01  |
| Lee           |                   |                   |                  |                  | En curso... |        |        |
| Lincoln       | 2,502             | 74.20             | 813              | 24.11            | 3,372       | 1,689  | 50.09  |
| Little River  | 3,744             | 76.42             | 1,084            | 22.13            | 4,899       | 2,660  | 54.29  |
| Logan         |                   |                   |                  |                  | En curso... |        |        |
| Lonoke        |                   |                   |                  |                  | En curso... |        |        |
| Madison       |                   |                   |                  |                  | En curso... |        |        |
| Marion        |                   |                   |                  |                  | En curso... |        |        |
| Miller        |                   |                   |                  |                  | En curso... |        |        |
| Mississippi   |                   |                   |                  |                  | En curso... |        |        |
| Monroe        | 1,385             | 56.93             | 1,002            | 41.18            | 2,433       | 383    | 15.75  |
| Montgomery    |                   |                   |                  |                  | En curso... |        |        |
| Nevada        |                   |                   |                  |                  | En curso... |        |        |
| Newton        | 3,063             | 81.25             | 644              | 17.08            | 3,770       | 2,419  | 64.17  |
| Ouachita      | 5,056             | 58.61             | 3,412            | 39.55            | 8,626       | 1,644  | 19.06  |
| Perry         |                   |                   |                  |                  | En curso... |        |        |
| Phillips      | 2,098             | 42.49             | 2,754            | 55.77            | 4,938       | -656   | -13.28 |
| Pike          | 3,746             | 85.96             | 560              | 12.85            | 4,358       | 3,186  | 73.11  |
| Poinsett      |                   |                   |                  |                  | En curso... |        |        |
| Polk          |                   |                   |                  |                  | En curso... |        |        |
| Pope          |                   |                   |                  |                  | En curso... |        |        |
| Prairie       |                   |                   |                  |                  | En curso... |        |        |
| Pulaski       |                   |                   |                  |                  | En curso... |        |        |
| Randolph      |                   |                   |                  |                  | En curso... |        |        |
| Saint Francis | 2,909             | 48.65             | 2,953            | 49.39            | 5,979       | -44    | -0.74  |
| Saline        | 39,736            | 68.98             | 16,609           | 28.83            | 57,609      | 23,127 | 40.15  |
| Scott         | 2,913             | 86.08             | 425              | 12.56            | 3,384       | 2,488  | 73.52  |
| Searcy        | 3,305             | 85.42             | 511              | 13.21            | 3,869       | 2,794  | 72.21  |
| Sebastian     | 30,719            | 67.59             | 13,652           | 30.04            | 45,452      | 17,067 | 37.55  |
| Sevier        | 3,772             | 80.02             | 862              | 18.29            | 4,714       | 2,910  | 61.73  |
| Sharp         | 5,978             | 80.38             | 1,316            | 17.70            | 7,437       | 4,662  | 62.68  |
| Stone         | 4,808             | 79.73             | 1,089            | 18.06            | 6,030       | 3,719  | 61.67  |
| Union         | 10,196            | 66.00             | 5,019            | 32.49            | 15,448      | 5,177  | 33.51  |
| Van Buren     | 6,023             | 79.03             | 1,437            | 18.86            | 7,621       | 4,586  | 60.17  |
| Washington    | 50,243            | 51.71             | 43,779           | 45.06            | 97,158      | 6,464  | 6.65   |
| White         | 24,514            | 79.50             | 5,641            | 18.29            | 30,837      | 18,873 | 61.21  |
| Woodruff      | 1,513             | 65.27             | 760              | 32.79            | 2,318       | 753    | 32.48  |
| Yell          | 5,147             | 79.47             | 1,213            | 18.73            | 6,477       | 3,934  | 60.74  |